# كريستابل روز كولريدج
كريستابل روز كولريدج (بالإنجليزية: Christabel Rose Coleridge)‏ (25 مايو 1843، لندن في المملكة المتحدة - 14 نوفمبر 1921 في المملكة المتحدة)؛ كاتِبة وروائية بريطانية.